# Jana Głotowa
Jana Głotowa (ur. 8 kwietnia 1995) – rosyjska lekkoatletka, sprinterka. 

## Osiągnięcia
| Rok  | Impreza                        | Miejsce   | Konkurencja             | Pozycja    | Wynik   |
| ---- | ------------------------------ | --------- | ----------------------- | ---------- | ------- |
| 2012 | Mistrzostwa świata juniorów    | Barcelona | sztafeta 4 x 400 metrów | 3. miejsce | 3:36,42 |
| 2013 | Mistrzostwa Europy juniorów    | Rieti     | bieg na 400 metrów      | 6. miejsce | 53,35   |
| 2013 | Mistrzostwa Europy juniorów    | Rieti     | sztafeta 4 x 400 metrów | 2. miejsce | 3:33,36 |
| 2014 | Mistrzostwa świata juniorów    | Eugene    | bieg na 400 metrów      | 5. miejsce | 53,63   |
| 2015 | Młodzieżowe mistrzostwa Europy | Tallinn   | bieg na 400 metrów      | eliminacje | 52,87   |
| 2015 | Młodzieżowe mistrzostwa Europy | Tallinn   | sztafeta 4 × 400 metrów | 3. miejsce | 3:30,78 |
| 2015 | Halowe mistrzostwa Europy      | Praga     | sztafeta 4 × 400 metrów | 6. miejsce | 3:32,53 |

Medalistka mistrzostw Rosji w różnych kategoriach wiekowych.

## Rekordy życiowe
- Bieg na 400 metrów (stadion) – 52,11 (2017)
- Bieg na 400 metrów (hala) – 52,77 (2016)